# Stemma di Filippo III d'Asburgo
Lo stemma di Filippo III d'Asburgo è un'opera scultorea posta sulla facciata del Palazzo Reale di Napoli.

## Storia e descrizione
Già nel progetto iniziale del Palazzo Reale di Napoli, Domenico Fontana aveva previsto di decorare la sommità dell'ingresso principale della facciata con uno stemma dedicato a Filippo III di Spagna, a sottolineare l'utilità pubblica dell'edificio. L'opera, che risale agli inizi del XVII secolo ed è quindi il più antico stemma che si conservi al palazzo, nonché uno dei più grandi di Napoli, si completa con ulteriori due stemmi su ogni lato, di dimensioni minori, posti simmetricamente al principale, decorati, quelli più interni, con gli emblemi di Juan Alonso Pimentel de Herrera, conte di Benavente, e, i più esterni, di Pedro Fernández de Castro, conte di Lemos, ossia i viceré sotto i quali venne costruito il palazzo.
Lo stemma di Filippo III si presenta diviso in quattro parti in ognuna delle quali sono raffigurati gli emblemi dei territori da lui governati. Nella parte superiore, il cimiero è decorato con tre elmi sormontati da altrettanti draghi, in particolare: quello centrale poggia su un castello, a sua volta posto su un leone coronato, simboli della Castiglia, del Leon e del Portogallo, mentre i due laterali sono alati e con le fauci spalancate, simbolo di fedeltà, vigilanza e valore militare. Nella parte inferiore dello stemma pende il collare dell'Ordine del Toson d'oro.
Ai lati di quello di Filippo III sono posti i due stemmi del conte di Benavente caratterizzati da cinque conchiglie a simboleggiare le crociate, a cui lo stesso viceré aveva partecipato nel 1606, e i pellegrinaggi in Terra santa. Esternamente invece, sempre uno su ogni lato, sono gli stemmi del conte di Lemos: questi riportano sulla corona, nella parte alta, un tau, probabilmente il simbolo dei Cavalieri gerosolimitani.